# Седерстрём, Эва
Эва Кристина Седерстрём (фин. Eva Cederström; 15 сентября 1909, Тампере, Великое княжество Финляндское, Российская империя — 1 июня 1995, там же, Финляндия) — финская художница, педагог, профессор живописи (1982). Лауреат высшей государственной награды Финляндии для деятелей искусств Pro Finlandia (1959).

## Биография
В 1931—1933 годах училась в рисовальной школе Выборга, в 1933—1937 и 1938 годах — в рисовальной школе Финского художественного общества (ныне Академия изящных искусств в Хельсинки), в 1951 году — в Париже в академии Гранд-Шомьер.
Впервые выставлялась в 1938 году, успех к ней пришёл на выставке молодежи в 1945 году. Участница международных художественных выставок в Швеции и Дании.

## Творчество
Художница-пейзажистка, писала портреты, натюрморты, создала ряд статуэток.
Влияние на её творчество оказали работы Поля Сезанна и Жоржа Брака. Работала в тонком и стилизованном стиле, в ее творчестве встречаются и абстрактные работы. Была популярным художником-портретистом.
В 1947—1948 годах преподавала в Свободной художественной школе и в школе Финской академии художеств (1965—1974).

## Награды
- Премия Дуката (Dukaattipalkinto, 1948),
- Медаль Pro Finlandia (1959),
- Премия Мемориального фонда Маркуса Коллинза (1987).